# Vier letzte Lieder

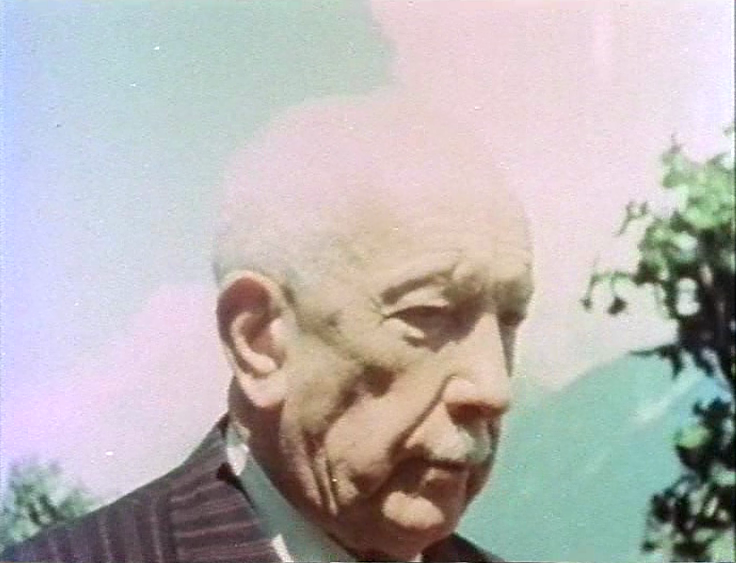
Richard Strauss nel 1945

Vier letzte Lieder (Quattro ultimi lieder), op. 150, è un ciclo di lieder per soprano e orchestra composti da Richard Strauss tra il 1946 e il settembre 1948. Questo titolo è postumo, e fu attribuito al ciclo dall'editore. La prima esecuzione avvenne a Londra alla Royal Albert Hall nel maggio 1950, interpreti il soprano Kirsten Flagstad e l'orchestra Philharmonia diretta da Wilhelm Furtwängler.
Il ciclo è costituito da:
- Frühling («Primavera») - allegretto, composto per secondo.
- September («Settembre») - andante;
- Beim Schlafengehen («Andando a dormire») - andante;
- Im Abendrot («Al tramonto»)[1] - andante. Il primo ad essere composto, nel 1946.

I primi tre furono composti su testi di Hermann Hesse, l'ultimo su testo di Joseph Freiherr von Eichendorff.
I lieder furono dedicati alla moglie del musicista, il soprano Pauline Strauss-De Ahna. L'insieme sembra riassumere il ciclo della vita, dalla primavera al sole morente del crepuscolo, il cui ultimo verso è «Ist dies etwas der Tod ?» ("È questa forse la morte?"). 
Tuttavia l'ordine dei Lieder è stato stabilito solo al momento della pubblicazione postuma.
Daphne e i Vier letzte Lieder sono [...] due pilastri fondamentali dell'ultimo periodo di Strauss, quello definitivo e testamentario. Lo sono nel carattere trasfigurante, nel postulare l'eternità vegetale e nell'esistenza di un linguaggio di imitazione naturalistica che arriva ai Letzte Lieder dalla Daphne, la quale si conferma un cardine anche sotto il profilo della stretta tecnica compositiva: amplia nel linguaggio straussiano la tendenza al dettaglio cameristico e all'alleggerimento del peso orchestrale.
Quest'opera rappresenta, quindi, in qualche modo il congedo musicale di Strauss, che morì nel 1949 a 85 anni, anche se egli compose nel novembre 1948 un ultimissimo lied, Malven, di carattere più leggero; ma soprattutto i Quattro ultimi lieder possono essere considerati come il canto del cigno della musica romantica, composti come furono in un periodo in cui l'atonalità dominava tra i compositori.

## Discografia parziale
- Vier letzte Lieder - Elisabeth Schwarzkopf/Deutsches Symphonie Orchester Berlin/George Szell, 1965 EMI/Warner
- Vier letzte Lieder/Arie e Lieder - Fleming/Thielemann/Münchner Philharmoniker, 2008 Decca
- Vier letzte Lieder/Arie opera - Della Casa/Böhm/Hollreiser/WPO, 1953 Decca
- Vier letzte Lieder/Lieder - Norman/Masur/GOL, 1982 Philips
- Vier letzte Lieder/Lieder - Tomowa-Sintow/Karajan/BP, 1985 Deutsche Grammophon
- Vier letzte Lieder/Lieder - Te Kanawa/Solti/WPO, 1990 Decca
- Vier letzte Lieder/Metamorfosi - Janowitz/Karajan/BP, 1974 Deutsche Grammophon
- Vier letzte Lieder/Vita d'eroe (Live, 31/08/2014, Berlino, Philharmonie) - Netrebko/Barenboim/Staatskapelle Berlin, Deutsche Grammophon
- Vier letzte Lieder/Wesendonck - Studer/Sinopoli/Staat. Dresden, 1993 Deutsche Grammophon
- Vier letzte Lieder, Orchesterlieder - Berliner Philharmoniker/Claudio Abbado/Karita Mattila, 1999 Deutsche Grammophon
- Vier Letzte Lieder - Sylvia Sass/Orchestra del Teatro dell'Opera di Budapest/Ervin Lukács, 1982 HUNGAROTON
- 4 Last Songs - Orchesterlieder - Der Rosenkavalier Suite - Christoph Eschenbach/Houston Symphony Orchestra/Renée Fleming, 1996 BMG/RCA
- Four Last Songs - Wagner: Wesendonck Lieder - Berg: Seven Early Songs - Donald Runnicles/Jane Eaglen/London Symphony Orchestra, 2000 SONY BMG
- Four Last Songs & 15 Lieder - Barbara Hendricks/The Philadelphia Orchestra/Wolfgang Sawallisch, 1995 EMI
- Ein Heldenleben - Four Last Songs - André Previn/Arleen Auger/Wiener Philharmoniker, 1989 Telarc
- Four Last Songs. Songs with orchestra - Heather Harper/Richard Hickox/London Symphony Orchestra, 1988 EMI
- Four Last Songs - Felicity Lott/Neeme Järvi/Royal Scottish National Orchestra, 1986 Chandos
- Salome / Four Last Songs / Malven - Éva Marton/Andrew Davis/Toronto Symphony Orchestra, 1985 CBS
- Live Concert Recordings 1957-1991 - Elly Ameling/Wolfgang Sawallisch/Orchestra reale del Concertgebouw, Omnium
- Also Sprach Zarathustra / Don Juan / Four Last Songs - Lucia Popp/Klaus Tennstedt/London Philharmonic Orchestra, 1982 EMI/Warner
- Four Last Songs; Orchestral Songs - Dame Kiri Te Kanawa/London Symphony Orchestra/Sir Andrew Davis, 1979 CBS/Sony
- Vier Letzte Lieder - Montserrat Caballé/Alain Lombard/Orchestre Philharmonique de Strasbourg, 1976 Erato
- Strauss, Ravel, Mozart - Elisabeth Söderström/Antal Doráti/BBC Symphony Orchestra, 1976 BBC
- Leontyne Price Sings Strauss - Leontyne Price/New Philharmonia Orchestra/Erich Leinsdorf/The Ambrosian Opera Chorus, 1974 RCA/Sony
- Eleanor Steber Sings Richard Strauss - James Levine/Orchestra di Cleveland, 1970 VAI
- Vier letzte Lieder - Gundula Janowitz/Bernard Haitink/Orchestra reale del Concertgebouw, 1968 Deutsche Grammophon
- Concertgebouw Series - Wagner, Strauss - Elisabeth Schwarzkopf/Georg Szell/Orchestra reale del Concertgebouw, 1964 Audiophile
- Faure: Requiem; Strauss: 4 Last Songs - Ernest Ansermet/Teresa Stich-Randall/Orchestre de la Suisse Romande, 1961 Cascavelle
- Strauss, Mahler, Brahms: Lieder - Sena Jurinac/Malcolm Sargent/BBC Symphony Orchestra, 1961 BBC
- Vier letzte Lieder - Inge Borkh/Ferdinand Leitner/Orchestre Symphonique de Vichy, 1958 Ponto
- Vier letzte Lieder - Elisabeth Schwarzkopf/Herbert von Karajan/Philharmonia Orchestra, 1956 Urania
- Vier letzte Lieder, Capriccio, Arabella - Elisabeth Schwarzkopf/Otto Ackermann/Philharmonia Orchestra, 1953 EMI/Angel
- Vier letzte Lieder - Sena Jurinac/Fritz Busch/Orchestra Filarmonica Reale di Stoccolma, 1951 EMI
- Four Last Songs - Kirsten Flagstad/Wilhelm Furtwängler/Philharmonia Orchestra, 1950 Testament